# ギャングバスターズ
『ギャングバスターズ』（原題：The Baytown Outlaws）は、2012年制作のアメリカ合衆国のアクション・コメディ映画。

## あらすじ
ブリック、リンカーン、マックイーンのウーディ3兄弟は、アラバマ州モンゴメリーの無法地帯に等しい地域で傍若無人に振る舞うごろつき3兄弟である。
ある日、3人の前にセレステというセクシーな美女が現われ、高額な報酬で、彼女の別れた夫で非道なギャングのカルロスから親友の息子ロブを取り戻してほしいと依頼する。カルロスは、ロブの両親が金持ちだったため、彼らを殺してその遺産を手に入れようとしていたのだった。
リンカーンとマックイーンは人助けは性に合わないとその依頼を拒否するが、セレステのセクシーさと高額な報酬に惹かれたブリックが引き受けたため、3人はカルロスの家に向かう。ロブを奪還した3人であったが、怒り狂ったカルロスの差し金で、コールガール殺し屋集団や武装トラックに乗った黒人ギャング、ネイティブアメリカンのバイカーギャングが追いかけてくる。さらに地元の保安官や連邦捜査官も巻き込んで、壮絶な逃走劇が繰り広げられる。

## キャスト
ブリック・ウーディ
演 - クレイン・クロフォード、日本語吹替 - 浜田賢二
長男。KKKのメンバーだった父親が亡くなって、弟たちと共に施設に入れられた過去がある。
マックイーン・ウーディ
演 - トラヴィス・フィメル、日本語吹替 - 伊丸岡篤
三男。元軍人。
リンカーン・ウーディ
演 - ダニエル・クドモア、日本語吹替 - 安斉一博
次男。合法レスリングで7人殺した経緯があり、その際に喉を傷め、話すことができなくなったので、アルファベットを発音する玩具で会話をする。
セレステ・マーティン
演 - エヴァ・ロンゴリア、日本語吹替 - 沢海陽子
ウーディ兄弟に、元旦那のカルロスから親友の息子を取り返してほしいと2万5千ドルで依頼する。カルロスに殺されかけたことがある。
ロブ
演 - トーマス・ブロディ＝サングスター
セレステの親友の息子。障害を持つ。移動には車いすを用いる。両親はカルロスに殺されている。17歳。
カルロス・ライマン
演 - ビリー・ボブ・ソーントン、日本語吹替 - 森田順平
ロブが相続する遺産を狙っている。
ヘンリー・ミラード保安官
演 - アンドレ・ブラウアー
ウーディ兄弟とは知り合い。実は、町の治安を守るため、ウーディ兄弟に犯罪者を始末させている。ウーディ兄弟の暴走っぷりには呆れているが、その境遇には同情し、兄弟による犯罪の証拠をもみ消している。
アンソニー・リース捜査官
演 - ポール・ウェズレイ、日本語吹替 - 増田隆之
ATF捜査官。ウーディ3兄弟を捜査しに来るが、ミラード保安官に邪険に扱われる。妻がいる。
ローズ
演 - ゾーイ・ベル
カルロスに雇われたコールガール殺し屋集団のリーダー。ロブを奪ったウーディ3兄弟を追う。
ジェズ
演 - セリンダ・スワン
コールガール殺し屋集団のメンバー。
モナ
演 - アグネス・ブルックナー
コールガール殺し屋集団のメンバー。
エンジェル
演 - アーデン・チョー
コールガール殺し屋集団のメンバー。
パミー
演 - ブレア・グラント
コールガール殺し屋集団のメンバー。
ラッキー
演 - マイケル・ラパポート
兄弟が途中で立ち寄るバーの店主。
パドレ
演 - ジュリオ・オスカー・メチョソ
アリアナ
演 - ナタリー・マルティネス
兄弟が道中で出会う不法移民の看護師。リンカーンの傷の手当てをする。